# Cascabela ovata
Cascabela ovata conocida como chanchule, liv, huave, yoyote (coyotli[cuahuitl]/árbol de cascabeles), es una especie de arbusto o pequeño árbol perteneciente a la familia Apocynaceae. Es originario desde México hasta Centroamérica.

## Distribución
Se distribuye por México, Costa Rica, El Salvador, Guatemala, Honduras y   Nicaragua donde es muy común en los bosques secos en la zona del Pacífico en alturas de 40–900 metros. Su floración se produce en los meses de febrero–octubre.

## Descripción
Son arbustos o árboles pequeños que alcanzan los 2–8 m de alto. Hojas más o menos oblanceolado-oblongas de 4–16 cm de largo y 1–6 cm de ancho, el ápice redondeado, base cuneado-atenuada, glabras a conspicuamente pubérulas en el envés, los nervios secundarios numerosos y prominentes en el envés. Inflorescencia con flores amarillas; sépalos ovados, 5–9 (–12) mm de largo; corola ampliamente infundibuliforme, tubo 3–5 cm de largo, los lobos de 1–3 cm de largo. Frutos transversalmente oblongos, redondeado-obpiramidales de 2–3 cm de largo y 3–5 cm de ancho, morado obscuros.

## Taxonomía
Cascabela ovata fue descrita por (Cav.) Lippold  y publicado en Feddes Repertorium 91(1–2): 53. 1980.
Sinonimia
- Cerbera ovata Cav., Icon. 3: 35 (1796).
- Thevetia ovata (Cav.) A.DC. in A.P.de Candolle, Prodr. 8: 344 (1844).
- Cerbera alliodora Willd. ex Roem. & Schult., Syst. Veg. 4: 798 (1819).
- Cerbera cuneifolia Kunth in F.W.H.von Humboldt, A.J.A.Bonpland & C.S.Kunth, Nov. Gen. Sp. 3: 224 (1819).
- Thevetia cuneifolia (Kunth) A.DC. in A.P.de Candolle, Prodr. 8: 344 (1844).
- Thevetia plumeriifolia Benth., Bot. Voy. Sulphur: 124 (1845).
- Cascabela alliodora (Willd. ex Roem. & Schult.) Lippold, Feddes Repert. 91: 53 (1980).
- Cascabela plumeriifolia (Benth.) Lippold, Feddes Repert. 91: 53 (1980).
- Thevetia alliodora (Willd. ex Roem. & Schult.) L.Allorge, Succulentes 1998: 27 (1998).[2]